# Eupelycosauria
Eupelycosauria é uma subordem de sinapsídeos.